# Sprawa Tamam Shud
Sprawa Tamam Shud (ang. Tamam Shud Case) lub tajemnica mężczyzny z Somerton (ang. Mystery of the Somerton Man) – nierozwiązana sprawa zgonu niezidentyfikowanego mężczyzny, znalezionego martwego 1 grudnia 1948 roku na plaży Somerton Beach w Australii.
Sprawa znana jest również pod nazwą pochodzącą od perskiego wyrażenia tamám shud (‏تمام شد‎), oznaczającego "To koniec" lub "Skończone", które było wydrukowane na skrawku papieru znalezionym w kieszeni spodni mężczyzny. Skrawek został wyrwany z ostatniej strony egzemplarza Rubajjatów, zbioru poezji XII-wiecznego poety Omara Chajjama.
Po publicznym apelu policji został odnaleziony egzemplarz książki, z którego wyrwano stronę. Na wewnętrznej stronie tylnej okładki detektywi znaleźli wgłębienia pozostałe po ręcznych zapiskach. Były to: miejscowy numer telefonu oraz tekst przypominający zakodowaną wiadomość. Tekst ten do dzisiaj nie został odszyfrowany ani zinterpretowany w sposób satysfakcjonujący.
Od wczesnych etapów śledztwa policyjnego sprawa ta była uważana za "jedną z najbardziej zagadkowych tajemnic Australii". Od tego czasu trwają intensywne spekulacje dotyczące tożsamości zmarłego mężczyzny, przyczyny jego śmierci i wydarzeń prowadzących do jego zgonu.
26 lipca 2022 roku Derek Abbott, profesor University of Adelaide, we współpracy z genealożką Colleen M. Fitzpatrick, na podstawie badań genealogii genetycznej opartych na DNA z włosów mężczyzny doszedł do wniosku, że mężczyzną był Carl "Charles" Webb, inżynier elektryk urodzony w 1905 roku. Policja południowoaustralijska nie potwierdziła tożsamości mężczyzny, choć wyraziła nadzieję, że dalsze badania genetyczne potwierdzą wynik.